# إيستوود لان
إيستوود لان (بالإنجليزية: Eastwood Lane)‏ هو ملحن أمريكي، ولد في 22 مايو 1879 في بريويرتون في الولايات المتحدة، وتوفي في 22 يناير 1951.

## وصلات خارجية
- إيستوود لان على موقع ميوزك برينز (الإنجليزية)